# 단발 기생
"단발 기생"은 1968년 공개된 대한민국의 영화이다.

## 배역
- 윤정희
- 오영일
- 주선태
- 방인자
- 정민
- 윤인자
- 사미자